# Kraftwerk Isohaara
Das Kraftwerk Isohaara ist ein Laufwasserkraftwerk in der Gemeinde Keminmaa, Landschaft Lappland, Finnland, das am Kemijoki, dem längsten Fluss Finnlands, gelegen ist. Es ist das letzte Kraftwerk in der Kette von 9 Wasserkraftwerken am Kemijoki.
Das Kraftwerk ist im Besitz von Pohjolan Voima Oy (PVO) und wird auch von PVO betrieben.

## Absperrbauwerk
Das Absperrbauwerk besteht aus einer Gewichtsstaumauer. Die Wehranlage befindet sich in der Mitte; an beiden Seiten der Wehranlage befindet sich ein Maschinenhaus. An der linken Flussseite schließt sich ein Damm an.

## Kraftwerk Isohaara
Die Fallhöhe beträgt 12,2 m. Die durchschnittliche Jahreserzeugung liegt bei 450 Mio. kWh.

### Kraftwerk Isohaara I
Das Kraftwerk Isohaara I verfügt mit 2 Kaplan-Turbinen über eine installierte Leistung von 51 MW. Der maximale Durchfluss beträgt 500 m³/s. Es ging 1949 in Betrieb. Das Maschinenhaus befindet sich auf der rechten Flussseite.

### Kraftwerk Isohaara II
Das Kraftwerk Isohaara II verfügt mit 2 Maschinen über eine installierte Leistung von 62 MW. Der maximale Durchfluss beträgt 600 m³/s. Es ging 1993 in Betrieb. Das Maschinenhaus befindet sich auf der linken Flussseite.